# ایزوبوتیرات استات سوکروز
ایزوبوتیرات استات سوکروز (به انگلیسی: Sucrose acetate isobutyrate) یک ترکیب شیمیایی با شناسه پاب‌کم ۳۱۳۳۹ است.